# Fritz Toebelmann
Fritz Toebelmann (* 10. Dezember 1874 in Berlin; † 23. August 1914 bei Saint-Ghislain) war ein deutscher Architekt und Archäologe.

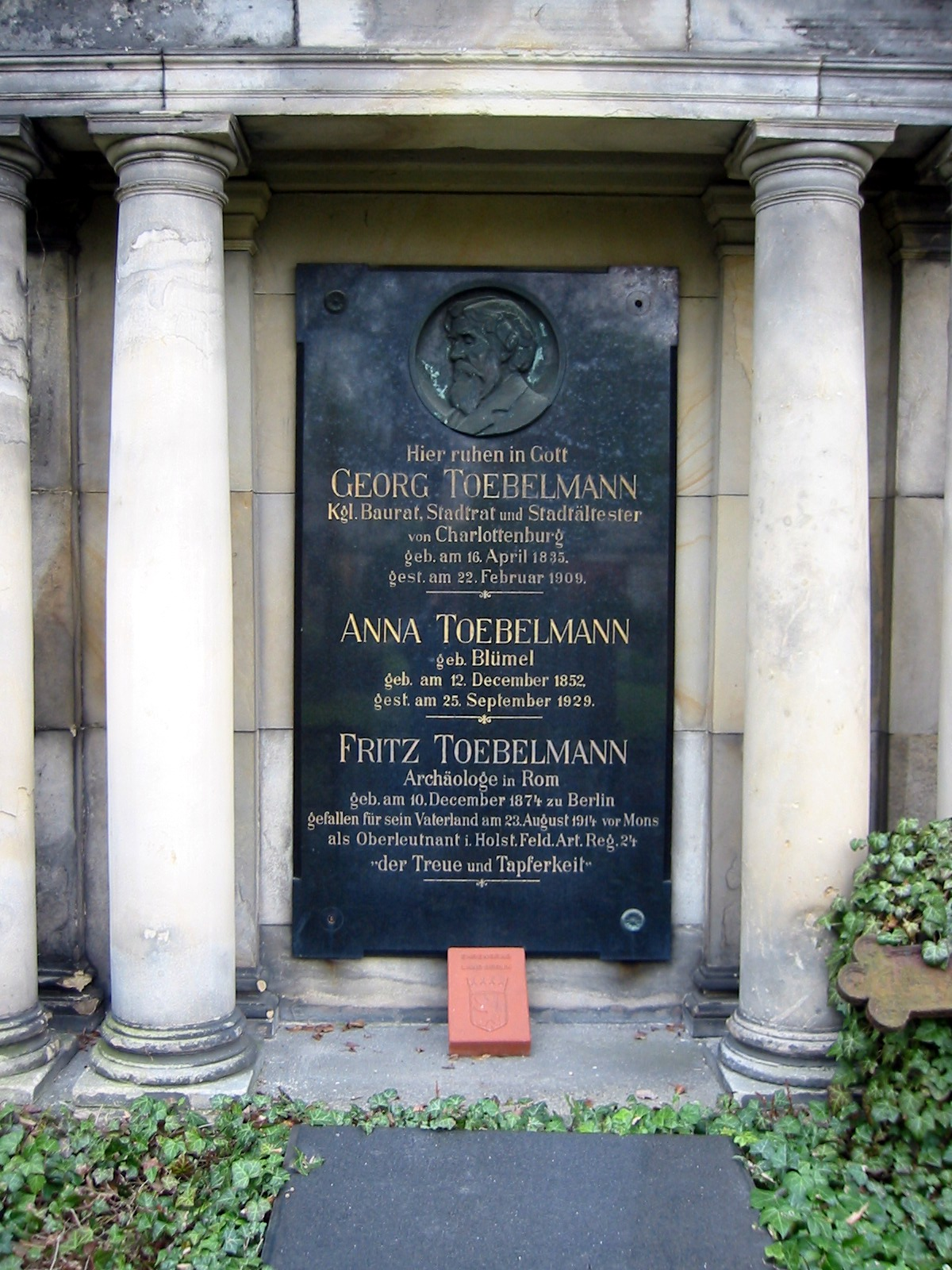
Grab der Familie Toebelmann, Alter St. Matthäus-Friedhof in Berlin-Schöneberg

## Leben und Werk
Fritz Toebelmann war der Sohn von Georg Toebelmann (1835–1909), Architekt und Stadtbaurat von Charlottenburg. Er besuchte das Wilhelms-Gymnasium und das Falk-Realgymnasium in Berlin, 1894 erwarb er am Realgymnasium in Perleberg das Reifezeugnis. Nach Ableistung des Militärdienstes beim 1. Großherzoglich Hessischen Feldartillerie-Regiment Nr. 25 in Darmstadt begann er 1895 das Studium der Architektur an der Technischen Hochschule München und wechselte 1897 an die Technische Hochschule Charlottenburg, wo er 1899 die Vorprüfung für das Hochbaufach bestand. Im Wintersemester 1901/02 hörte er Archäologie und Kunstgeschichte an der Universität Berlin. Im Frühjahr 1902 nahm er als Assistent an den Grabungen in Baalbek teil. Anschließend nahm er an den beiden Expeditionen von Otto Puchstein in Syrien teil. Auf der Rückreise besuchte er archäologische Stätten in Kleinasien, Konstantinopel, Athen und Bukarest. Vom Wintersemester 1902/03 bis zum Sommersemester 1904 studierte er Archäologie und Kunstgeschichte an der Universität Graz bei Wilhelm Gurlitt und Josef Strzygowski, danach bis zum Sommersemester 1907 Kunstgeschichte, Klassische Archäologie und Ägyptologie an der Universität Straßburg bei Georg Dehio, Adolf Michaelis und Wilhelm Spiegelberg. Anschließend lebte er in Rom, wo er archäologische Studien durchführte. Im Frühjahr 1914 wollte er seine dort entstandene Studie über den Bogen von Malborghetto an der Universität Heidelberg bei Friedrich von Duhn als Dissertation einreichen. Dazu kam es jedoch nicht mehr, er rückte als Oberleutnant beim Holsteinischen Feldartillerie-Regiment Nr. 24 in den Ersten Weltkrieg ein. Am 23. August 1914 fiel er in der Schlacht bei Mons bei Saint-Ghislain in Belgien.

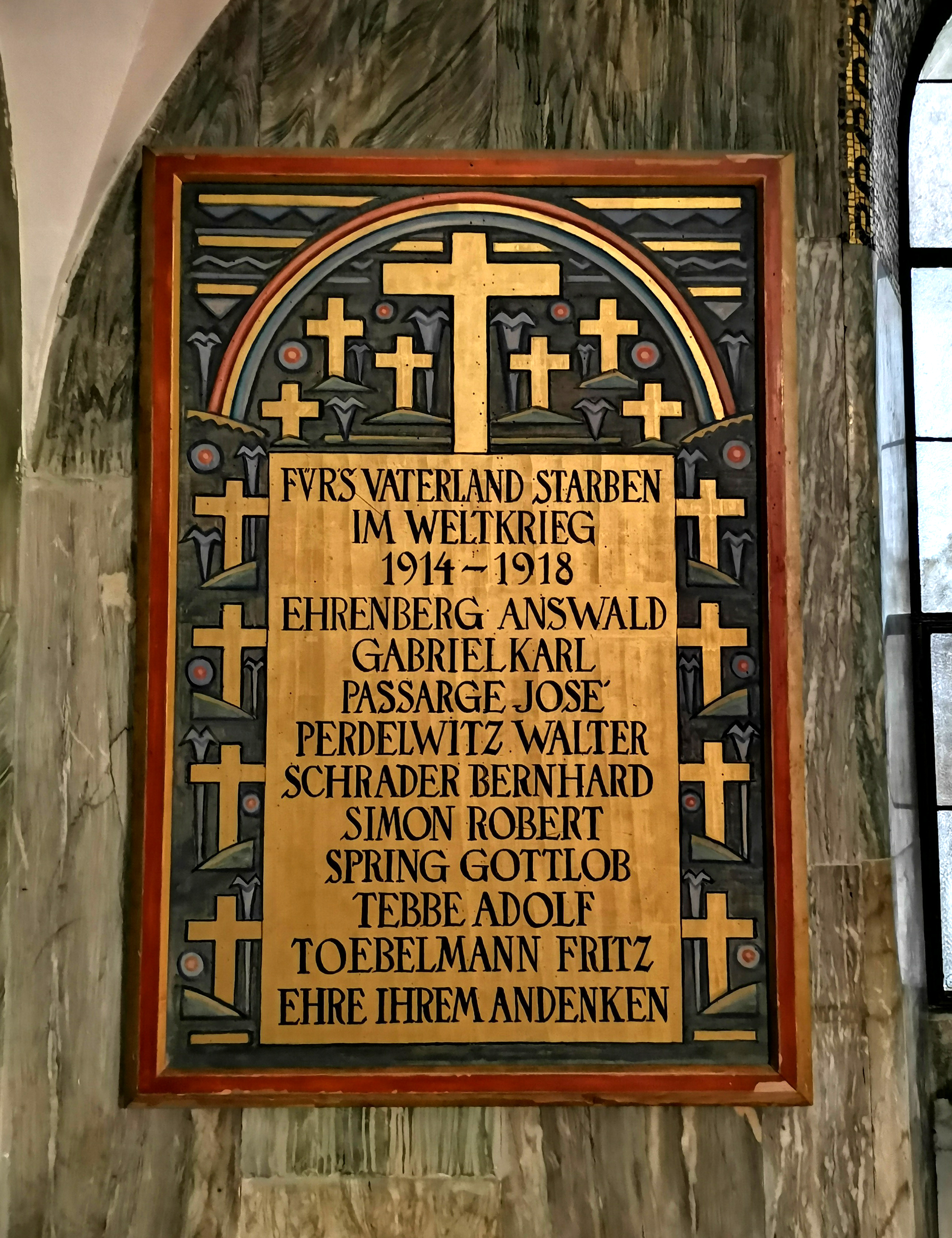
Gedenktafel für die Gefallenen des Ersten Weltkrieges (mit seinem Namen zuletzt) in der evangelisch-lutherischen Christuskirche Rom

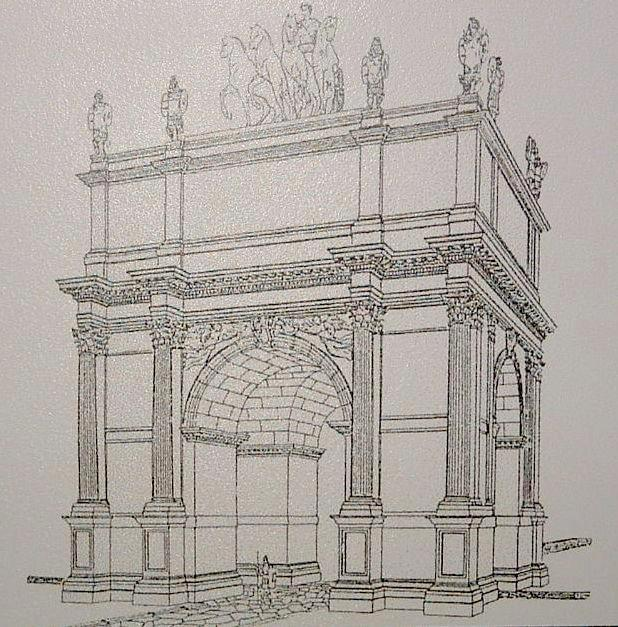
Rekonstruktion des Bogens von Malborghetto durch Fritz Toebelmann

Sein Buch zum Bogen von Malborghetto erschien posthum 1915. In diesem gelang es Toebelmann, das bis dahin kaum beachtete Monument als Denkmal für die konstantinische Schlacht an der Milvischen Brücke zu identifizieren. Aus seinem Nachlass gaben Ernst Fiechter und Christian Hülsen 1923 das Buch „Römische Gebälke“ heraus, ein bis heute grundlegendes Werk für die Erforschung der römischen Bauornamentik. Toebelmann war schon während seines Aufenthalts in Syrien aufgefallen, dass es kaum genaue Aufnahmen römischer Gebälke gab. Während seiner Zeit in Rom begann er mit der Aufnahme der Gebälke stadtrömischer Bauten.
Fritz-Toebelmann-Stiftung
Seine Mutter Anna Toebelmann, geb. Blümel (1852–1929), stiftete zu seiner Erinnerung der Heidelberger Akademie der Wissenschaften 1915 die Fritz-Toebelmann-Stiftung. Ziel der Stiftung war es, „deutschen Architekten oder Archäologen, die ihr Studium beendet haben oder vor der Beendigung stehen, die wissenschaftliche Fortbildung zu erleichtern.“ Anna Toebelmann erhielt dafür 1919 die Ehrenmitgliedschaft der Heidelberger Akademie verliehen.

## Veröffentlichungen
- Der Bogen von Malborghetto (= Abhandlungen der Heidelberger Akademie der Wissenschaften. Philosophisch-historische Klasse 1915 Nr. 2). Winter, Heidelberg 1915.
- Römische Gebälke. Erster Teil. Herausgegeben im Auftrag der Toebelmann-Stiftung der Heidelberger Akademie der Wissenschaften von Ernst Fiechter und Christian Hülsen. Winter, Heidelberg 1923 (Digitalisat).